# Neurigona unicinata
Neurigona unicinata är en tvåvingeart som beskrevs av Negrobov 1988. Neurigona unicinata ingår i släktet Neurigona och familjen styltflugor. Inga underarter finns listade i Catalogue of Life.